# 데이너 힐

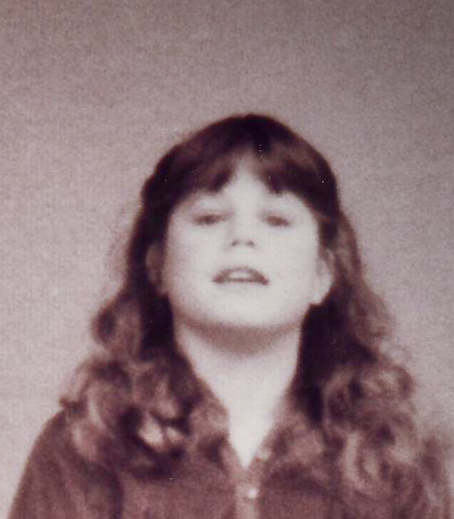

데이너 힐(Dana Lynne Goetz, 1964년 5월 6일 ~ 1996년 7월 15일)는 미국의 배우, 가수, 댄서, 성우, 희극 배우, 연극 배우이다.
엔시노에서 태어났으며 버뱅크에서 사망하였다. 사인은 뇌졸중이다.

## 영화
- 노틀담의 꼽추 (1996년)
- 톰과 제리 (1992년)
- 최종 판결 (1991년)
- 러그래츠 - 시리즈 (1991년)
- 꼬마 공룡 딩크 (1989년)
- 사랑의 연병장 (1986년)
- 휴가 대소동 - 유럽 (1985년)
- 영혼의 소리 (1984년)
- 크로스 크리크 (1983년)
- 결혼의 위기 (1982년) - 셰리 던랩 역
- 더 폴 가이 (1981년)
- 타락한 천사 (1981년)